# Sven Elvestad
Sven Elvestad (født 7. september 1884 i Halden, Norge, død 18. december 1934 i Skien) var en norsk journalist og forfatter. I alt 98 romaner er signeret af Sven Elvestad, alias Kristian F. Biller og Stein Riverton. Den norske litteraturforening, Rivertonklubben, har fået navn efter hans mest kendte alias.

## Biografi
- Sven Elvestad fra Banken i Halden var søn af styrmand Karl Edvin Sørensen og Adolfine Helene (født Elvestad), som fik to sønner og to døtre. Af kirkebogen fremgår det, at Sven blev født den 6. september, døbt Kristoffer Elvestad og konfirmeret som Kristoffer Elvestad Svendsen. Da faren og Svens ældste bror i 1896 omkom på søen, måtte Sven ud for at tjene til brødet.
- Det var som journalist i hovedstadsavisen Ørebladet at Sven Elvestad lancerede mesterdetektiven Asbjørn Krag. Avisen brugte karakteren i avisføljetoner i et forsøg på at fastholde læserne. I starten blev de publiceret anonymt. Først da to af dem senere blev udgivet i bogform 1907, tog han pseudonymet Stein Riverton i brug.
- I 1908 startede seriehæfterne «Lys og Skygge» med «Et mennesketyveri», hvor mesterdetektiven Knut Gribb og hans ærkefjende Thomas Ryer første gang blev introduceret. Sven Elvestad skrev de første 28 fortællinger under navnet Kristian F. Biller. Elvestad opgav retten til Knut Gribb, men udgav senere Lys og Skygge-fortællingerne under navnet Stein Riverton, med Knut Gribb udskiftet med Asbjørn Krag.
- Fra 1910 til sin død var han tilknyttet Tidens Tegn som journalist, i nogle år også som redaktionssekretær.
- Elvestad var den første, som interviewede Adolf Hitler til en udenlandsk publikation.[1]
- Sven Elvestad udskilte sig på mange måder: han var 197 cm høj, vejede over hundrede kilo, brugte minus 22 i brillestyrke – og havde en stor, rød portvinsnæse.
- Sven Elvestad opholdt sig i lange perioder i Danmark og Italien, specielt i den lille landsby Positano på Sorento-halvøen. I Positano fik han besøg af bl.a. journalisten og forfatteren Trygve Hjorth-Johansen.
- Sven Elvestad er også historien om et stort, produktivt skrivetalent – som levede alene, selskabelig fra en restaurant til den næste, uden rodfæste til noget eget hjem – helt til han endte som udbrændt journalist.
- Sven Elvestad blev fundet død i et værelse på Høyers hotel i Skien den 18. december 1934, dagen før han havde planlagt en rejse med båd til «Det hellige land», Palæstina.

## Bøger, teater og eftermæle
- Elvestads bøger findes oversat til engelsk, tysk, dansk, nederlandsk, spansk, serbokroatisk, svensk, slovakisk, tjekkisk, finsk og ungarsk.
- I Norge udkom hans bøger i oplag på over en million eksemplarer. I Sverige blev «Jernvognen» alene udgivet i 200.000 eksemplarer. I Tyskland blev 85 af hans værker udgivet.
- NRK Radioteatret har sendt hørespilsversioner af fem af Elvestads romaner: «Jernvognen», «Morderen uten ansikt», «De fortaptes hus», «Storhertuginnen af Speilsalen» og «Den røde enke».
- I sin fødeby Halden blev Elvestad beæret med en byste og egen plads centralt i byens kulturkvartal. Bysten af Elvestad, som Nils Aas har lavet, blev afsløret af boghandler Bjørn Andersen den 31. oktober 1999.
- I Bernt Rougthvedts biografi fra 2007 skildres Elvestad som homofil. Oplysningerne om at Elvestad omgav sig med unge (men kønsmodne) mænd under sine ophold i Positano, fik enkelte af anmelderne til at benytte ordet pædofili, noget det dog ikke findes grundlag for i Rougthvedts biografi. I Klassekampen blev det sågar fremført at bysten måtte fjernes.[2]
- «Jernvognen» blev i 2007 omarbejdet til et filmmanuskript af Odd Christian Hagen/oddproductions.